# Andretta
Andretta är en ort och kommun i provinsen Avellino i regionen Kampanien i Italien. Kommunen hade 1 853 invånare (2017).